# Насвинська волость
Насвінская волость — муніципальне утворення зі статусом «сільське поселення» в Новосокольницькому муніципальному районі Псковської області.
Адміністративний центр — село Насва.

## Географія
Територія волості межує на заході з Горожанскої, на півдні — з Бологовской волостями Новосокольницького району, на півночі — з Локнянський район, на сході — з Великолуцьким районом Псковської області.
Адміністративний поділ Новосокольницького району в 2005—2015

## Населення
Сумарна чисельність населення Насвінской волості і приєднаної до неї Горожанскої волості, станом на 1 січня 2015 складає 1607 чоловік.

## Населені пункти
До складу волості з квітня 2015 входять 69 населених пунктів (сіл): Андрейково, Астратова, Базлова, Борисово, Брагіна, Бритвина, Валовікі, Воёво, Городяни, Грижово, Дружініно, Жолобова, Забєлін, Заболоття, Зайково, Заріччя, Ільїно, Кам'яна весняні, Киселевич, Климово, Колониці, Коннов, Королево, деркачі, деркачі, кропив'яний, Кушкової, Лебедєве, Лёхово, Лог, Лутковец, Маньково, Мартинова, Мартинова, Мелехово, Монакова, Морщілово, Мухін, Назимова, Насва, Нестерово, Микитине, Погостіще, Поперіно, Починки, Пяшіно, Рамен, Рівне, Рикшіно, Савіно, Самохвалово, Семеново, Скрипки, Слобідка, Страхново, Суворове, Тереніним, Тимохово, Торхова, Утаево, Федорівське, Фетініно, Філково, Чирки, Чупрова, Шейкіна, Щепчіно, Ям, Ярцево.

## Історія
До квітня 2015 до складу Насвінской волості входили 24 села: Воёво, Мартинова, Монакова, Насва, Тимохово, Чирки, Заріччя, Заболоття, Забєлін, Кам'яна весняні, Киселевич, Колониці, Кушкової, Королево, Назимова, Микитине, Погостіще, ровни, Скрипки, Слобідка, Тереніним, Утаево, Шейкіна, Ям.
У квітні 2015 року до складу Насвінской волості була включена скасована Горожанська волость.